# Dialypetalanthus
Dialypetalanthus es un género de plantas con flores perteneciente a la familia de las rubiáceas. Incluye una sola especie: Dialypetalanthus fuscescens Kuhlm. (1925).